# Gunung Baluran
Gunung Baluran är ett berg i Indonesien.   Det ligger i provinsen Jawa Timur, i den sydvästra delen av landet, 800 km öster om huvudstaden Jakarta. Toppen på Gunung Baluran är 1 275 meter över havet, eller 1 031 meter över den omgivande terrängen. Bredden vid basen är 9,6 km. Gunung Baluran ingår i Pegunungan Baluran.
Terrängen runt Gunung Baluran är huvudsakligen kuperad. Gunung Baluran är den högsta punkten i trakten. Runt Gunung Baluran är det ganska glesbefolkat, med 42 invånare per kvadratkilometer. Närmaste större samhälle är Wongsorejo, 16,6 km söder om Gunung Baluran. I omgivningarna runt Gunung Baluran växer huvudsakligen savannskog.